# 3432 Kobuchizawa
3432 Kobuchizawa (1986 EE) là một tiểu hành tinh vành đai chính được phát hiện ngày 7 tháng 3 năm 1986 bởi M. và Muramatsu Inoue ở Kobuchisawa Town.